# Щетинистая ворона
Щети́нистая воро́на (лат. Corvus rhipidurus) — птица из семейства врановых.

## Описание
Длина тела 47 см, размером приблизительно как и чёрная ворона, но клюв более толстый, хвост более короткий и гораздо более длинные крылья.
Щетинистая ворона полностью чёрная, включая клюв. Ноги, лапы и оперение блестят на солнце пурпурно-синим цветом. Изношенное оперение имеет лёгкую медно-коричневую окраску. Основа перьев на затылке белая. Перья на горле короче чем у большинства других воронов. Голос — гортанное карканье, смешанное со звуками, которые звучат как кваканье лягушек.

## Распространение
Щетинистая ворона распространена на Ближнем Востоке, в Северной Африке, на Аравийском полуострове, в южном Судане и в Кении. Она распространена над горными массивами к югу от Сахары. Она предпочитает пустыни и открытую сухую равнину, включая скалы для гнёзд. Щетинистая ворона преодолевает в поисках корма очень далёкие расстояния. Как и у коршунов её длинные крылья приспособлены для скольжения в восходящих потоках воздуха.

## Образ жизни
Корм всегда ищет на земле. Он состоит из насекомых и других беспозвоночных, зёрен, которые выклёвываются из навоза животных, а также из отходов питания людей. При случае она освобождает от кожных парзитов верблюдов, а там, где её не преследуют, кормится на свалках и в полевых лагерях. Разного рода плоды обогащают рацион птицы. Она парит и играет с восходящими ветрами чаще, чем другие африканские виды воронов. Часто её видят в обществе пустынных воронов на том же дереве.
Вид гнездится обычно в выступах скалы. Тем не менее, в Сомали птиц наблюдали гнездящимися на деревьях. Кладка состоит из 2—4 яиц. Хохлатая кукушка является гнездовым паразитом щетинистой вороны.